# Meiogyne
Meiogyne, biljni rod porodice Annonaceae smješten u tribus Miliuseae, dio potporodice Malmeoideae. Na popisu je 33 vrste raširenih po zapadnoj Indiji, južnoj Kini, Indokini i od Malezije do Filipina i otočja Sunda. 

## Vrste
1. Meiogyne amicorum (A.C.Sm.) B.Xue & R.M.K.Saunders
2. Meiogyne amygdalina (A.Gray) B.Xue & R.M.K.Saunders
3. Meiogyne anomalocarpa D.M.Johnson & Chalermglin
4. Meiogyne baillonii (Guill.) Heusden
5. Meiogyne beccarii I.M.Turner
6. Meiogyne bidwillii (Benth.) D.C.Thomas et al.
7. Meiogyne caudata (C.E.C.Fisch.) I.M.Turner
8. Meiogyne chiangraiensis Chalermglin & M.fil.Liu
9. Meiogyne cylindrocarpa (Burck) Heusden
10. Meiogyne dumetosa (Guill.) Heusden
11. Meiogyne gardneri D.M.Johnson
12. Meiogyne glabra Heusden
13. Meiogyne habrotricha (A.C.Sm.) B.Xue & R.M.K.Saunders
14. Meiogyne hainanensis (Merr.) T.B.Nguyen
15. Meiogyne heteropetala (F.Muell.) D.C.Thomas, Chaowasku & R.M.K.Saunders
16. Meiogyne hirsuta (Jessup) Jessup
17. Meiogyne insularis (A.C.Sm.) D.C.Thomas, B.Xue & R.M.Saunders
18. Meiogyne kanthanensis Ummul-Nazrah & J.P.C.Tan
19. Meiogyne laddiana (A.C.Sm.) B.Xue & R.M.K.Saunders
20. Meiogyne lecardii (Guill.) Heusden
21. Meiogyne leptoneura (Diels) I.M.Turner & Utteridge
22. Meiogyne maxiflora D.M.Johnson & Chalermglin
23. Meiogyne microflora (H.Okada) B.Xue, M.F.Liu & R.M.K.Saunders
24. Meiogyne mindorensis (Merr.) Heusden
25. Meiogyne monosperma (Hook.fil. & Thomson) Heusden
26. Meiogyne pannosa (Dalzell) J.Sinclair
27. Meiogyne papuana I.M.Turner & Utteridge
28. Meiogyne punctulata (Baill.) I.M.Turner & Utteridge
29. Meiogyne ramarowii (Dunn) Gandhi; C. J. Saldanha & Nicolson
30. Meiogyne stenopetala (F.Muell.) Heusden
31. Meiogyne trichocarpa (Jessup) D.C.Thomas & R.M.K.Saunders
32. Meiogyne verrucosa Jessup
33. Meiogyne virgata (Blume) Miq.